# Erich Rohe
Erich Rohe (* 24. August 1937; † 4. März 2020) war ein deutscher Fußballspieler. Der Verteidiger des 1. FC Saarbrücken absolvierte von 1957 bis 1963 in der damals erstklassigen Fußball-Oberliga Südwest 145 Pflichtspiele, in der Debütsaison der Fußball-Bundesliga 1963/64 für den Südwestvertreter 25 Ligaspiele und abschließend von 1964 bis 1972 in der Zweitklassigkeit der Fußball-Regionalliga Südwest weitere 161 Rundenspiele für die Blau-Schwarzen aus dem Stadtteil Malstatt.

## Karriere
Ab der Saison 1957/58 gehörte der kompromisslose, dabei aber faire linke Verteidiger der Ligaformation der Elf aus dem Ludwigsparkstadion an. Der rothaarige Defensivspieler debütierte am 11. August 1957, bei einer 1:2-Heimniederlage gegen Wormatia Worms in der Oberliga. Mit Torhüter Helmut Maklicza und Verteidigerkollege Albert Keck bildete er dabei das Schlussdreieck. Am 30. Spieltag, den 14. April 1958, erfuhr er die immer noch vorhandene Klasse der „Weltmeister“ Werner Liebrich, Horst Eckel, Fritz und Ottmar Walter, bei der 2:6-Niederlage auf dem „Betzenberg“. Als Saarbrücken in der Saison 1960/61 unter Trainer Jenö Csaknady der Meisterschaftsgewinn vor der punktgleichen Borussia Neunkirchen gelang, bildete Rohe mit Maklicza, Keck und Mittelläufer Werner Hesse die defensive Achse, im Angriff war Nationalstürmer Heinz Vollmar der Torgarant. Nach 29 Ligaspielen absolvierte der Verteidiger gegen die Konkurrenten Eintracht Frankfurt, Hamburger SV und Borussia Dortmund in der Endrunde um die deutsche Fußballmeisterschaft alle sechs Gruppenspiele. Dabei hatte er es mit den Flügelspielern Richard Kreß, Dieter Lindner, Klaus Neisner und Gerhard Cyliax zu tun. Das Kapitel erstklassige Oberliga endete mit dem 30. Spieltag der Saison 1962/63, als der 1. FC Saarbrücken am 12. Mai 1963, das Heimspiel gegen den VfR Frankenthal mit 5:1 Toren gewann. Volker Danner im Tor und Horst Remark bildeten dabei mit Rohe das Schlussdreieck. Insgesamt wird Rohe von 1957 bis 1963 mit 145 Oberligaeinsätzen und sechs Spielen in der Endrunde um die deutsche Meisterschaft geführt.
Neben dem Titelgewinn 1961 im Südwesten und der anschließenden Endrunde, waren auch die Berufungen in die Saar- beziehungsweise Südwestauswahl in den Jahren 1958 bis 1960 für den Abwehrrecken des 1. FC Saarbrücken, besondere sportliche Höhepunkte. Am 30. April 1958 gehörte er der mit 2:1 Toren siegreichen Saarauswahl an, die sich gegen den Gastgeber Berlin durchsetzte. Am 18. November 1959 hatte er dagegen mit seinen Kollegen der Südwestauswahl bei der 2:5-Niederlage gegen Süddeutschland – mit Willi Giesemann, Hermann Höfer, Heinz Ruppenstein, Friedel Lutz, Horst Szymaniak, Erwin Waldner, Erwin Stein, Gerhard Siedl – keine Chance. Am 19. März 1960 trotzte die Südwestelf der Nordauswahl um Horst Schnoor, Jürgen Kurbjuhn, Jürgen Werner, Arnold Schütz, Dieter Seeler, Willi Schröder und Gert Dörfel mit den Defensivakteuren Heinz Kubsch, Ludwig Roos, Karl Schmidt, Kurt Clemens, Horst Paproth und Erich Rohe ein 0:0 in Ludwigshafen ab.
Rohe gehört dem Spielerkreis an, die am 24. August 1963, dem Starttag der neuen Fußball-Bundesliga als Akteure auf dem Platz standen. Er verlor mit Saarbrücken gegen den späteren Deutschen Meister 1. FC Köln mit 0:2 Toren. Trainer Helmut Schneider hatte für das Tor Volker Danner und in der Verteidigung Horst Remark und Rohde nominiert gehabt. Das letzte Bundesligaspiel brachte am 9. Mai 1964 ein 0:0-Remis gegen den FC Schalke 04. Dabei war Albert Port sein Verteidigerkollege. Als Schlusslicht der Tabelle stieg der 1. FC Saarbrücken in die Regionalliga Südwest ab. Rohde hatte 25 Bundesligaspiele absolviert.
Ab der Saison 1964/65 stand der Abwehrspieler dem 1. FC Saarbrücken acht Runden in der Regionalliga Südwest noch als Aktiver zur Verfügung. Er wurde mit den Blau-Schwarzen 1965 Meister und in den Jahren 1966 und 1967 Vizemeister. Er absolvierte 19 Spiele in den Aufstiegsrundenspielen zur Bundesliga, die Rückkehr in das fußballerische Oberhaus schaffte Saarbrücken in seiner Zeit aber nicht mehr. Sein letztes Spiel als Vertragsfußballer absolvierte der Routinier am 7. Mai 1972 bei der 0:2-Auswärtsniederlage gegen den SV Alsenborn. Er bildete dabei unter Trainer Horst Zingraf mit Gerd Werthmüller und Frank Holzer das Mittelfeld des 1. FCS. Mit insgesamt 161 Regionalligaeinsätzen ist Rohe der Rekordspieler des 1. FC Saarbrücken.
Der zur Vereinslegende avancierte Rohe verdiente als Buchhalter beim Saartoto sein Geld.